# آرتور اوتمازیان
آرتور هایکارامی اوتمازیان (ارمنی: Արթուր Հայկարամի Ութմազյան؛ زادهٔ ۴ ژانویهٔ ۱۹۴۸) بازیگر اهل ارمنستان است. وی از سال میلادی تاکنون مشغول فعالیت بوده است.

## زندگی‌نامه
وی در ۴ ژانویه ۱۹۴۸ در ایروان از والدینی به نام‌های هایکارام اوتمازیان و هراچوهی جینانیان به دنیا آمد و از دانشگاه دولتی ایروان (۱۹۷۱) فارغ‌التحصیل گشت. وی پدر هراچوهی اوتمازیان می‌باشد. وی در تئاتر نمایشی هراچیا غاپلانیان فعالیت کرده است. وی برنده جوایزی همچون مدال موسس خورناتسی (۱۹۹۸) و هنرمند مردمی جمهوری ارمنستان، جایزه دولتی جمهوری ارمنستان (۲۰۱۱) و مدال یادبود نخست‌وزیر ارمنستان (۲۰۱۲) است.

## یادداشت
1. ↑  Հայաստանի պետական մրցանակ
2. ↑  Հայաստանի վարչապետի հուշամեդալ